# Tanaka Yuki
Yuki Tanaka (sinh ngày 30 tháng 12 năm 1995) là một cầu thủ bóng đá người Nhật Bản.

## Sự nghiệp câu lạc bộ
Yuki Tanaka đã từng chơi cho Fagiano Okayama.